# Пружина
Пружина (слч. Pružina) насељено је мјесто са административним статусом сеоске општине (слч. obec) у округу Повашка Бистрица, у Тренчинском крају, Словачка Република.

## Становништво
| Година:    | 1994. | 2004.   | 2014.   | 2024.   |
| ---------- | ----- | ------- | ------- | ------- |
| Број људи: | 1948  | 1917    | 2025    | 2113    |
| Разлика:   |       | -1,59 % | +5,63 % | +4,34 % |

| Година:    | 2023. | 2024.   |
| ---------- | ----- | ------- |
| Број људи: | 2093  | 2113    |
| Разлика:   |       | +0,95 % |

Према подацима о броју становника из 2024. године насеље је имало 2113 становника.